# Будайя, Дэвид
Дэ́вид А́ласдер Буда́йя (англ. David Alasdair Boudia, [boʊˈdaɪə]; род. 24 апреля 1989 года, Абилин, Техас, США) — американский прыгун в воду. Специализируется в индивидуальных и синхронных прыжках с 10-метровой вышки. Олимпийский чемпион (2012), неоднократный призёр Олимпийских игр и чемпионатов мира.

## Ранние годы
Я всегда боялся высоты. Я не забирался на десятиметровую вышку до тринадцати лет, а когда сделал это, совершенно оцепенел. У меня ушло около шести лет, чтобы побороть этот страх.
Дэвид Будайя родился 24 апреля 1989 года в больнице Дайс неподалёку от города Абилин в семье служащих Военно-воздушных сил США Джима и Шилы Будайя. Дэвид — третий ребёнок в семье, у него две старших сестры: Шейла и Шауни. В июле 1992 года его семья переехала в город Ноблсвилл, Индиана, в котором он вырос. Огромное впечатление на будущего чемпиона произвела церемония открытия Олимпийских игр в Атланте: после её просмотра семилетний Дэвид загорелся мечтой принять участие в подобном событии. Он начал заниматься разными видами спорта, концентрируясь на футболе и гимнастике, но многочисленные травмы заставили его отказаться от этой идеи. С 2000 года Будайя начинает серьёзно заниматься прыжками в воду в бассейне университета Индианы у Джона Уингфилда, однако ограничивается тренировками на трамплине, не решаясь прыгать с вышки из-за страха высоты. Бывший тренер по гимнастике посоветовал ему зарисовывать каждое его движение в прыжке, чтобы избавиться от боязни, так что «когда он заходил в бассейн, он уже раз пятьдесят представлял это на бумаге и столько же в голове». Будайя утверждает, что страх полностью прошёл лишь на Олимпиаде в Пекине. Чтобы больше времени отдавать прыжкам в воду, Дэвид решил перейти на домашнее обучение.
Мне пришлось надеяться на себя, а не на учителей, чтобы окончить школу. Переход на домашнее обучение помог мне стать более ответственным и научил правильно распределять своё время.

## Спортивная карьера
Уже в 2004 году Будайя попытался вступить в олимпийскую сборную страны (он занял третье место на отборочных испытаниях, в то время как в сборную попадали лишь двое лучших). На чемпионате мира 2007 года он совместно с Томасом Финчамом завоевал бронзовую медаль в синхронных выступлениях на вышке. Несмотря на менее успешные результаты в индивидуальной дисциплине, Будайя заявил, что завоевание медали придало ему уверенности и мотивации. Год спустя спортсмен осуществил свою детскую мечту, выступив на Олимпиаде в Пекине. В индивидуальных выступлениях на десятиметровой платформе Будайя занял десятое место и пятое в синхроне с Финчамом. Говоря о причинах своих неудач в 2008 году, Дэвид заявил о неправильности своих мотивов, о том, что он гонялся за «славой и признанием». После возвращения в США Будайя поступил в университет Пердью, выбрав специализацию «коммуникации», и начал тренироваться у Адама Солдати.
В 2009 году на чемпионате мира Будайя и Финчам завоевали серебряную медаль по синхронным прыжкам с вышки. В индивидуальных выступлениях Дэвид занял шестое место.
На чемпионате мира в Шанхае Будайя завоевал серебро в прыжках с десятиметровой платформы. В синхронной дисциплине он выступил с новым партнёром, Николасом Маккрори; они заняли пятое место.
В синхронных прыжках с вышки на Олимпийских играх в Лондоне Будайя снова выступил с Маккрори. Уступив лишь спортсменам из Китая и Мексики (стоит отметить, что программа мексиканцев являлась самой сложной в этой дисциплине), Будайя и Маккрори завоевали бронзовую медаль, которая стала для американских прыгунов в воду первой с 2000 года. В индивидуальных прыжках Будайя завоевал золотую медаль, опередив обладателя второго места, китайца Цю Бо, меньше, чем на два балла.
В 2013 году Будайя попытался пройти отборочные соревнования к чемпионату мира по синхронным прыжкам с трёхметрового трамплина совместно с Кристианом Ипсеном: несмотря на то, что у них не было времени на серьёзную подготовку, они заняли второе место, уступив менее пяти баллов паре Троя Дюмея и Майкла Хиксона. В Барселоне он представлял США в одной дисциплине: в индивидуальных прыжках с вышки Дэвид занял второе место, уступив победителю, Цю Бо, более шестидесяти баллов.
На летних Олимпийских играх 2016 года в Рио-де-Жанейро Будайя вновь выступил в двух дисциплинах. 8 августа Дэвид в паре со Стилом Джонсоном выступил в синхронных прыжках с вышки. С первых же прыжков отрыв начала создавать китайская пара, которая и выиграла олимпийское золото. Основная борьба за серебряную награду велась между прыгунами из США и Великобритании. В пяти из шести прыжков Будайя и Джонсон показывали результат лучше, чем британцы, благодаря чему смогли опередить их в итоговой таблице почти на 13 баллов и завоевать серебряные медали. В личных прыжках Дэвид, защищавший чемпионский титул, лишь с 10-го места смог пробиться в финал. После двух прыжков в решающем раунде Будайя лидировал, однако затем его смог обойти китаец Чэнь Айсэнь. Перед последним прыжком Чэнь опережал Будайю уже на 20,5 баллов. В борьбе за медали американский прыгун на 15,3 балла опережал мексиканца Хермана Санчеса и на 30,45 француза Бенжамен Оффре. Заключительный прыжок у Будайя не удался и в результате за него он получил всего лишь 68,45 балла. Тем не менее запаса баллов хватило, чтобы пропустить вперёд только Санчеса и стать обладателем бронзовой награды.

## Личная жизнь
Дэвид — глубоко верующий человек, приверженец баптистской церкви. Большую роль в становлении его взглядов сыграли тренер Адам Солдати, его жена Кимико и Сонни Брэнд. Будайя познакомился с Брэнд во время учёбы в Пердью, в октябре 2012 года они поженились.
В 2013 году Дэвид окончил учёбу в университете Пердью по специальности «коммуникации». Он также в течение трёх семестров изучал язык жестов.

## Телевидение
В 2013 году Будайя вместе с четырёхкратным олимпийским чемпионом Грегом Луганисом выступил судьёй на посвящённом прыжкам в воду телевизионном реалити-шоу «Celebrity Splash!».